# Tig Notaro
Pour les articles homonymes, voir Tig et Notaro.
Mathilde O'Callaghan Notaro, dite Tig Notaro, née le 24 mars 1971 à Jackson dans le Mississippi, est une humoriste, actrice, scénariste, productrice et réalisatrice américaine.

## Biographie
Mathilde O'Callaghan Notaro est née à Jackson dans le Mississippi. Ses parents étaient Mathilde O'Callaghan dit Susie, née à Nouvelle Orléans, et Pasquale Notaro dit Pat. Elle a grandi à Pass Christian dans le Mississippi. Quand elle était à la maternelle, sa famille a déménagé à Spring au Texas, une banlieue de Houston,. Elle a un frère, Renaud Notaro, qui a un an de plus qu'elle et qui travaille à la radio,.

## Vie privée
Tig Notaro est mariée à Stephanie Allynne.

## Filmographie

### Comme actrice
- 2006 : Dog Bites Man (en) (série télévisée) :
- 2008 : Held Up (téléfilm) : la traductrice sans abri
- 2009 : In the Motherhood (en) (série télévisée) : Rhoda
- 2009 : Back on Topps (série télévisée) : la mère
- 2007-2010 : The Sarah Silverman Program (en) (série télévisée) : Tig
- 2010 : Lez Chat (court métrage) : l'annonceur
- 2010 : Held Up : la traductrice sans abri
- 2010 : Community (série télévisée) : la barmaid
- 2011 : Crying in Public (court métrage) : la crieuse du Coffee Shop
- 2011 : The Life & Times of Tim (série télévisée) : la réceptioniste
- 2012 : Susan 313 (téléfilm) : Beth Ann
- 2012 : The Office (série télévisée) : la mère célibataire
- 2013 : In a World… : Cher
- 2013 : Bob's Burgers (série télévisée) : Jody (voix)
- 2013 : Inside Amy Schumer (série télévisée) : Tig
- 2014 : Suburgatory (série télévisée) : Rebecca Dunn
- 2014 : Walk of Shame : la femme de la fourrière
- 2014 : Maron (série télévisée) : Sydney
- 2014 : Garfunkel and Oates (série télévisée) : la productrice
- 2014 : Catch Hell (en) : Careen
- 2013-2014 : Comedy Bang! Bang! (en) (série télévisée) : l'officier de police
- 2014 : Ashes : doctoresse Lori
- 2014 : Rubberhead (téléfilm)
- 2015 : Clown Service (court métrage) : Tig
- 2015 : Adventure Time (série télévisée) : la comète violette (voix)
- 2014-2015 : Transparent (série télévisée) : Barb
- 2016 : The Fun Company (court métrage) : Jade
- 2016 : And Punching the Clown : Jillian
- 2016 : Lady Dynamite (série télévisée) : Tig Notaro
- 2014-2016 : Clarence (série télévisée) : Sue  (voix) / Annie (voix)
- 2016 : The Jim Gaffigan Show (série télévisée) : Gomez
- 2015-2016 : One Mississippi (en) (série télévisée) : Tig
- 2016 : The Fun Company (court métrage)
- 2016 : Punching Henry (en) : Jillian
- Depuis 2018: Star Trek: Discovery : Commandeur Jett Reno
- 2018: New Girl (épisode : Where the Road Goes)
- 2018: Bienvenue chez les Huang (2 épisodes)
- 2018 : Dog Days (en)
- 2019 : Apprentis Parents de Sean Anders : Sharon
- 2021 : Music de Sia
- 2021 : Army of the Dead de Zack Snyder
- 2023 : We Have a Ghost
- 2023 : Toi chez moi et vice versa : Alicia

### Comme scénariste
- 2004 : Comedy Central Presents (série télévisée documentaire) (1 épisode)
- 2010 : MTV Movie & TV Awards (émission télévisée)
- 2010 : Lez Chat (court métrage)
- 2012 : UnCabaret (série télévisée) (1 épisode)
- 2013 : Inside Amy Schumer (série télévisée) (10 épisodes)
- 2015 : Clown Service (court métrage)
- 2015-2016 : One Mississippi (en) (série télévisée) (6 épisodes)

### Comme productrice exécutive
- 2008 : Have Tig at Your Party
- 2009 : The Tig Series (court métrage)
- 2015 : Knock Knock, It's Tig Notaro (documentaire)
- 2015 : Clown Service (court métrage)
- 2015 : Tig (en) (documentaire)
- 2015 : Tig Notaro: Boyish Girl Interrupted (émission télévisée)
- 2015-2016 : One Mississippi (en) (série télévisée) (6 épisodes)
- 2018 : Happy To Be Here (stand up)

### Comme réalisatrice
- 2008 : Have Tig at Your Party
- 2009 : The Tig Series (court métrage)
- 2010 : Lez Chat (court métrage)
- 2015 : Clown Service (court métrage)
- 2015 : Tig Notaro: Boyish Girl Interrupted (émission télévisée)

## Voix francophones
En France
| - Véronique Augereau dans : - Bienvenue chez les Huang (série télévisée) - One Mississippi (en) (série télévisée) - Star Trek: Discovery (série télévisée) - Lucy in the Sky - Le Droit d'être américain : Histoire d'un combat (documentaire) | - Julie Dumas dans : - Army of the Dead - Toi chez moi et vice-versa - We Have a Ghost - The Morning Show (série télévisée) Et aussi - Caroline Jacquin dans Blackout total - Marie-Ève Dufresne dans Apprentis Parents - Anne Plumet dans Am I OK? |